# Колетт Розамбер
Колетт Розамбер (фр. Colette Rosambert; 10 грудня 1910 — 17 квітня 1987) — колишня французька тенісистка.
Перемагала на турнірах Великого шолома в змішаному парному розряді.

## Фінали турнірів Великого шолома

### Парний розряд
| Результат | Рік  | Турнір            | Покриття | Партнерка          | Суперниці                  | Рахунок  |
| --------- | ---- | ----------------- | -------- | ------------------ | -------------------------- | -------- |
| Поразка   | 1933 | Чемпіонат Франції | Ґрунт    | Сільві Юнґ Анротен | Сімонн Матьє Елізабет Раян | 1–6, 3–6 |

### Мікст
| Результат | Рік  | Турнір            | Покриття | Партнерка   | Суперниці                  | Рахунок  |
| --------- | ---- | ----------------- | -------- | ----------- | -------------------------- | -------- |
| Перемога  | 1934 | Чемпіонат Франції | Ґрунт    | Жан Боротра | Елізабет Раян Адріан Квіст | 6–2, 6–4 |